# Kniha roku Lidových novin 2017
Kniha roku Lidových novin 2017 je 27. ročník od obnovení ankety Lidových novin o nejzajímavější knihu roku. Do ankety jsou také započítány hlasy pro knihy vydané koncem roku 2016. Lidové noviny oslovily kolem 400 respondentů, hlasovalo jich 192. Uzávěrka byla 30. listopadu 2017, výsledky vyšly ve speciální příloze novin v sobotu 16. prosince 2017.
V anketě zvítězil životopis Ivana Martina Jirouse sepsaný Markem Švehlou Magor a jeho doba s 24 hlasy. Jak píše Petr Kamberský v úvodním článku Lidových novin k anketě, výsledek 24 hlasů je druhý nejvyšší v novodobé historii ankety a jelikož druhý Jáchym Topol s románem Citlivý člověk získal jen o jeden hlas méně, což by obyčejně stačilo na vítězství, je možné jej označit za spoluvítěze. Navíc Topol v anketě pro Švehlovu knihu sám hlasoval, zatímco Švehla možnost hlasovat neměl. Obě tyto knihy vydalo vydavatelství Torst.

## Výsledky
1. Marek Švehla: Magor a jeho doba – 24 hlasů
2. Jáchym Topol: Citlivý člověk – 23 hlasů
3.–4. Milan Kundera: Kniha smíchu a zapomnění – 9 hlasů
3.–4. Ladislav Heryán: Stopařem na této zemi. O Boží velkorysosti mezi námi – 9 hlasů
5. Pavel Juráček: Deník I. 1948–1956 – 8 hlasů
6.–7. Alena Mornštajnová: Hana – 7 hlasů
6.–7. Jaroslav Kmenta: Boss Babiš – 7 hlasů
8.–11. Ivan Blatný: Jde pražské dítě domů z bia... – 6 hlasů
8.–11. Miloš Doležal: Za – 6 hlasů
8.–11. Marek Orko Vácha: Nevyžádané rady mládeži – 6 hlasů
8.–11. Laurent Binet: Sedmá funkce jazyka (přeložila Michala Marková) – 6 hlasů